# Templo do Divino Augusto
O Templo do Divino Augusto (em latim: Templum Divi Augusti), também conhecido como Templo do Divino Augusto e Minerva (em latim: Templum Divi Augusti ad Minervam) e Novo Templo do Divino Augusto (em latim: Templum Novum Divi Augusti), foi um grande templo originalmente construído para celebrar o primeiro imperador romano deificado, Augusto (r. 27 a.C.–14 d.C.). Foi construído entre o Palatino e o Capitolino, atrás da Basílica Júlia, no sítio da casa que Augusto habitou antes de entrar na vida pública em meados do século I a.C..
Sabe-se por meio das moedas romanas que o templo originalmente foi construído em um estilo jônico hexastilo. Contudo, seu tamanho, proporções físicas e local exato são desconhecidos. Os templos provinciais de Augusto, tal como o Templo de Augusto em Pula, atualmente na Croácia, já tinha sido construído durante sua vida. Provavelmente devido a resistência popular à noção, ele não foi oficialmente deificado em Roma até depois de sua morte, quando o Templo de Nola, na Campânia, onde morreu, parece ter sido iniciado; ele seria dedicado por Tibério (r. 14–37) em 26. Subsequentemente, templos foram dedicados ao imperador por todas as partes do Império Romano.

## História
A construção do templo ocorreu durante o século I, tendo sido prometido pelo senado romano logo após a morte do imperador em 14. Fontes antigas discordam se foi construído por Tibério, o sucessor de Augusto, e Lívia Drusila, a viúva do imperador, ou por Tibério apenas. Não foi até a morte de Tibério em 37 que o templo foi finalmente completado e dedicado por seu sucessor Calígula (r. 37–41). Alguns estudiosos sugerem que os atrasos na conclusão do templo indicam que o imperador tinha pouco apresso pelas honras de seu antecessor. Outros argumentam o caso oposto, apontando a evidências de que ele fez sua última jornada de sua villa em Capri com a intenção de entrar em Roma e dedicar o templo. Contudo, o imperador morreu em Miseno, na baía de Nápoles, antes que pudesse zarpar para a capital. Ittai Gradel sugere que a longa fase de construção do templo foi um sinal do esforço meticuloso que envolveu sua construção.
A dedicação muito aguardado ocorreu nos últimos dois dias de agosto de 37. De acordo com o historiador Dião Cássio, os eventos comemorativos ordenados por Calígula foram excepcionalmente extravagantes. Uma corrida de cavalos de dois dias foi realizada ao lado do abate de 400 ursos e "um número igual de bestas selvagens da Líbia", e Calígula adiou todos os processos judiciais e suspendeu todos os lutos "a fim de que ninguém devesse ter uma desculpa por não poder participar". O esplendor e tempo das comemorações foi um ato político cuidadosamente calculado; não foi somente o mês em que Augusto morreu (e que foi nomeado em sua homenagem), mas o clima das celebrações ocorreu no aniversário de Calígula e o última dia de seu consulado. A combinação destes eventos teria servido para enfatizar que Calígula era descendente direto do imperador. Calígula depois ordenou que uma estátua da esposa de Augusto fosse erguida no templo e que sacrifícios em sua honra fossem feitos pelas virgens vestais.

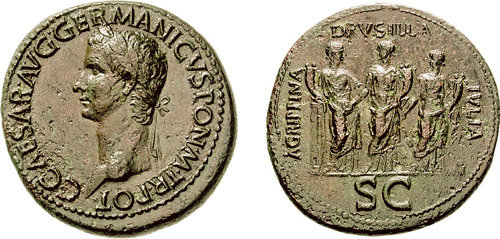
Sestércio com efígie de Calígula r.

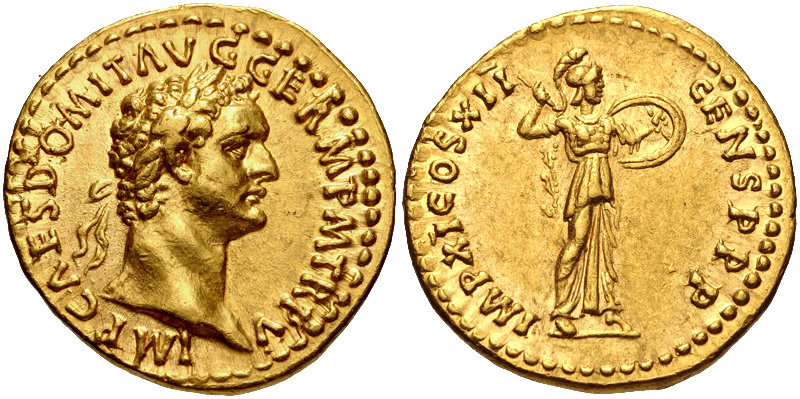
Áureo com efígie de Domiciano r.

Durante o reinado de Domiciano (r. 81–96) o Templo do Divino Augusto foi destruído por incêndio, mas foi reconstruído e rededicado em 89/90 com um santuário para sua deidade favorita, Minerva. O tempo foi redesenhado com um memorial para quatro imperadores deificados, incluindo Vespasiano (r. 69–79) e Tito (r. 79–81). Foi restaurado novamente no final dos anos 150 por Antonino Pio (r. 138–161), que foi talvez motivado por um desejo de ser publicamente associado com o primeiro imperador. A data exata da restauração não é conhecida, mas o templo restaurado é mostrado em moedas de 158 em diante, que descreve-o com um projeto octostilo com capiteis coríntios e duas estátuas - presumivelmente de Augusto e Lívia - na cela. O frontão dispôs um relevo com Augusto e foi encimado por uma quadriga. Duas figuras  ficaram nos beirais do teto, sendo o da esquerda uma representação de Rômulo e o da direita a de Eneias liderando sua família para fora de Troia, aludindo para a origem-mito de Roma. As escadas do templo foram flanqueadas por duas estátuas da Vitória.
O Templo do Divino Augusto foi descrito na literatura latina como Templo de Augusto (Templum Augusti) ou Divino Augusto (Divi Augusti), embora Marcial e Suetônio chamam-o Templo Novo (Templum Novum), um nome atestado na Ata Arvália de 36. Há referências a uma livraria erigida por Tibério na proximidade do templo, chamada Biblioteca do Templo Novo (bibliotecha templi novi) ou Templo Augusto (templi Augusti). Diz-se que Calígula mais tarde construiu uma ponte conectando as colinas Palatino e Capitólio, passando sobre o templo. Para além dos cultos bem-atestados às atestados de Augusto e Lívia, pouco se sabe sobre a decoração do templo à exceção de uma referência de Plínio, o Velho de uma pintura de Jacinto por Nícias de Atenas, que foi dado ao templo por Tibério.
A última referência conhecida ao templo foi em 248. Em algum momento depois disso ele foi completamente destruído e suas pedras foram presumivelmente extraídas para obras posteriores. Seus restos não são visíveis e a área em que estava nunca foi escavada.